# منطقه شکارممنوع شهربابک
منطقه حفاظت شده دهج در استان کرمان با ۱۰۰هزار هکتار وسعت و سیمای طبیعی کوهستانی و دشتی نیز از سال ۱۳۸۹به عنوان منطقه شکار ممنوع اعلام شده‌است.
پوشش گیاهی منطقه دربرگیرنده گونه‌های بنه، کهکم، ارژن، بادام کوهی، انجیر وحشی است.
پستانداران این منطقه نیز کل و بز، قوچ و میش، گرگ و روباه و کفتار هستند و استعداد نگهداری آهو و پلنگ نیز در آن وجود دارد.
کبک، تیهو، هوبره، باقرقره، و زاغ بور از مهم‌ترین پرندگان منطقه حفاظت شده دهج و منطقه شکار ممنوع شهربابک هستند.